# Rostellum (botanique)
Pour l’article homonyme, voir rostellum.

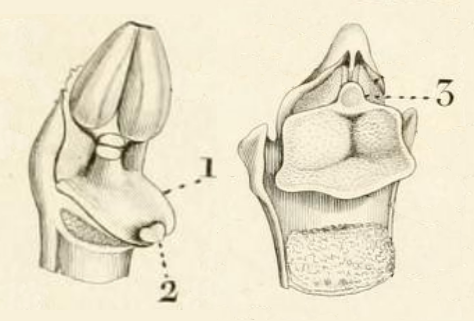
1 Rostellum sur Neottia ovata 2. Saillie rostellaire sur Neottia ovata 3. Rostellum sur Epipactis helleborine

En botanique, le  rostellum est une partie saillante de la colonne appelée Gynostème sur les fleurs d'Orchidaceae qui sépare la partie mâle, étamine, de la partie femelle, gynécée, et empêchant généralement l'auto-fécondation. Il s'agit de la partie modifiée du troisième lobe stigmatique. Il forme généralement une saillie vers l'avant, et de ce fait, devient le premier obstacle rencontré par l'insecte visiteur. Certaines formes ont alors évoluées pour produire une colle permettant un maintien efficace des pollinies sur le corps des pollinisateurs.

## Nomenclature
En 1817, le botaniste français Louis Claude Richard créé le terme « rostellum » à partir du latin rostrum en référence à sa forme de bec et avec pour définition « saillie dominant les stigmates au-delà de la surface réceptrice ». En 1877, Charles Darwin définit le rostellum comme étant une modification de l'entièreté du stigmate du milieu l'ayant rendue stérile. Cependant, la partie modifiée strictement stérile n'en est que la pointe, parfois nommée saillie rostellaire ; la partie arrière du lobe stigmatique médian pouvant rester réceptive au pollen. Ainsi, selon les auteurs, le rostellum désigne soit l'ensemble du lobe stigmatique médian, soit exclusivement sa pointe stérile.

## Particularités
Le genre Neottia est caractérisé par un rostellum très particulier. En forme de langue, il est constitué par des cellules remplies d'un liquide visqueux, qui au moindre contact, est expulsé de façon explosive.
Chez de nombreux genres tels que les Epipactis, Limodorum, Malaxis ou encore Hammarbya, Goodyera et Spiranthes, le rostellum  a évolué pour former un organe produisant un liquide adhésif permettant de coller les pollinies sur l'insecte pollinisateur. Cette zone du rostellum est nommée « viscidium », et la colle produite appelée « colle rostellaire ». 

Rostelum
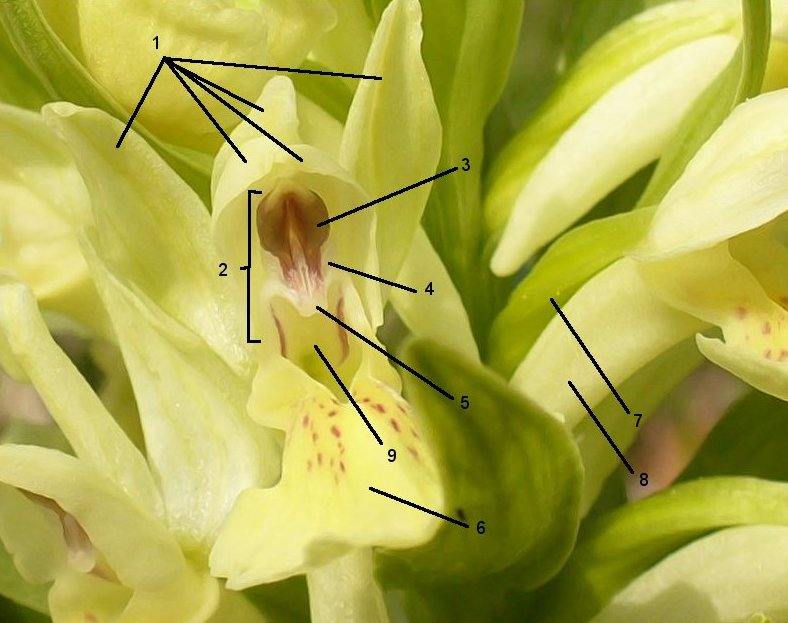
Anatomie d'Orchis sambicina. Le rostelum est indiqué par le chiffre 5.
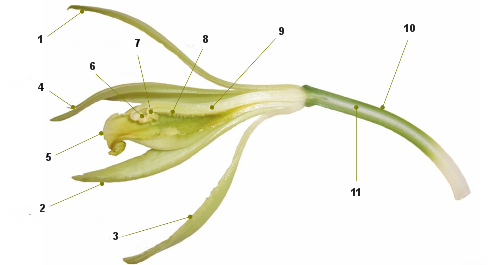
Section longitudinale de Vanilla planifolia. Le rostelum est indiqué par le chiffre 7.
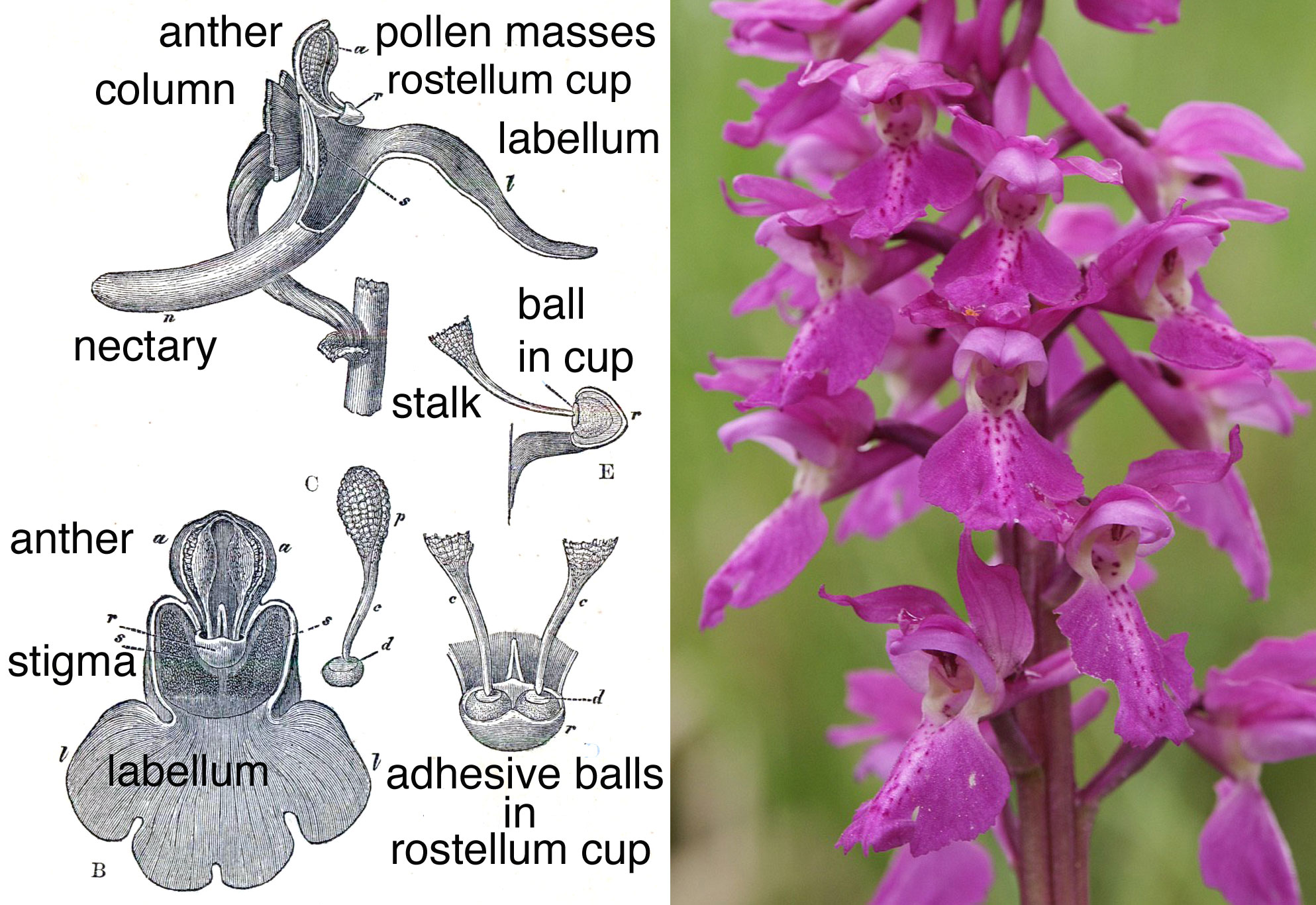
Anatomie d'Orchis mascula montrant entre autres, la colonne, les anthères et pollinies et le rostelum.
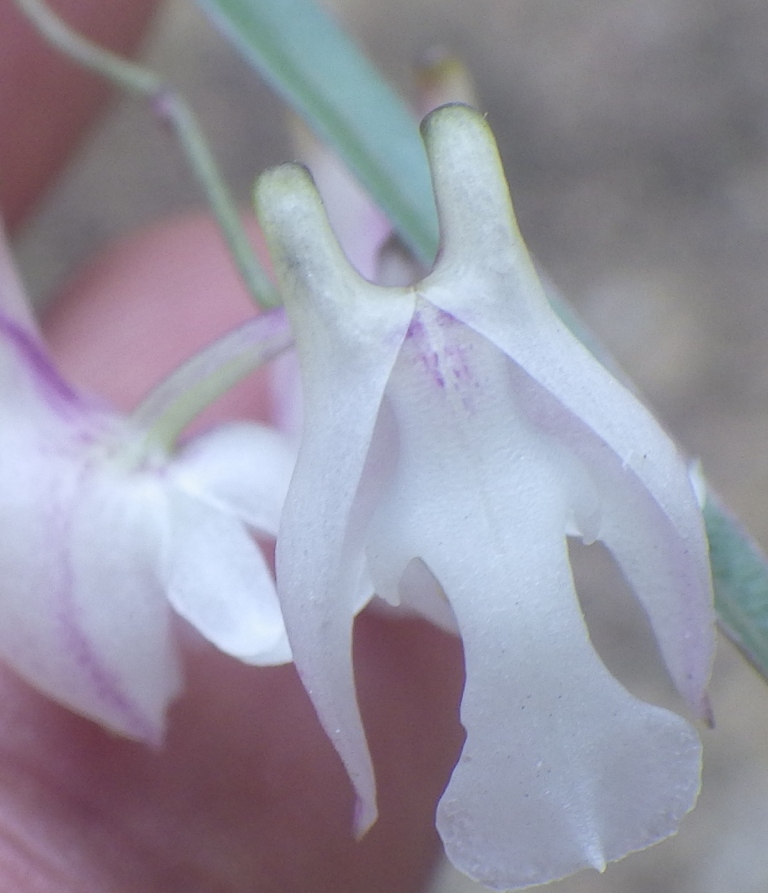
Polystachya bicalcarata, labelle trilobé, rostellum allongé et étroitement triangulaire à clavé.
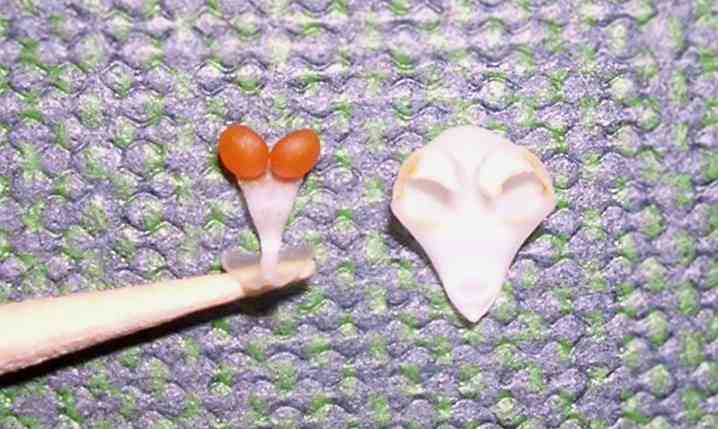
Phalaenopsis : pollinies à gauche et rostellum et anthères à droite.